# Claude Louis François Régnier de Guerchy

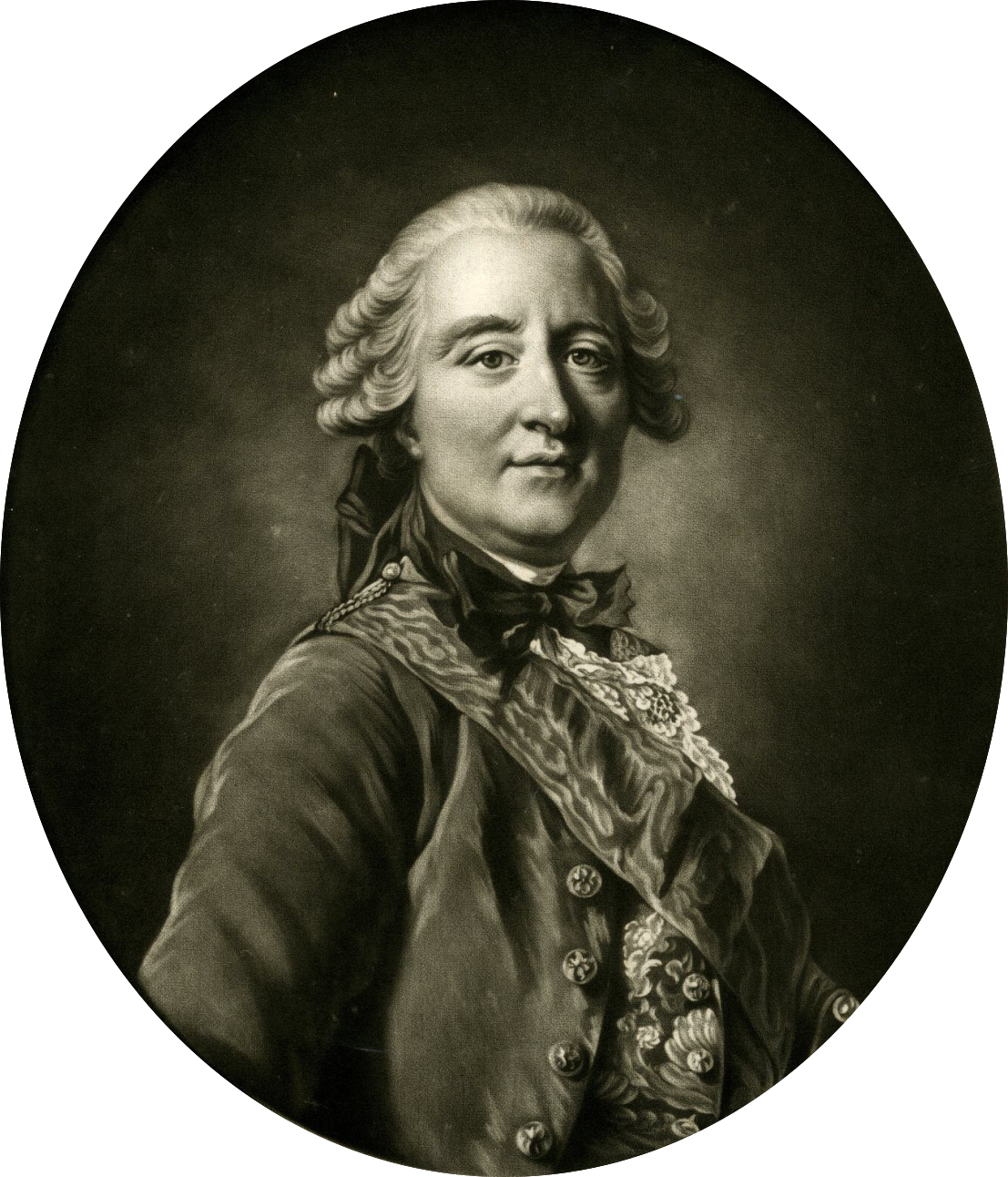
Guerchy, Kupferstich nach einem Gemälde von M. Van Loo; entfernt wurde hier neben dem Rahmen die Bildunterschrift. Sie lautet: „Claude Louis Francois de Regnier, Comte de Guerchy, Marquis de Nangis, &c., Chevalier des Ordres du Roy, Lieutenant Général de Ses Armées, Colonel Lieutenant de son Regiment d'Infanterie, Gouverneur des ville et château de Huningue, et Son Ambassadeur auprès de Sa Majesté Britannique 1766“

Claude Louis François de Régnier de Guerchy (* 1715; † 17. September 1767 in Paris) war ein französischer Militär und Botschafter am Hof in London.

## Leben

### Familie
Geboren wurde er als Sohn des Louis de Régnier, des Marquis de Guerchy und Comte de Druy, und der Jeanne-Louise de Marion de Druy. Da der Verwandte Louis Armand de Brichanteau ohne Nachkommen starb, fiel ihm mangels Erben das Château de la Motte-Beauvoir ou Beauvais südöstlich von Paris zu.
Am 3. Mai 1740 heiratete Guerchy Gabrielle Lydie d'Harcourt (21. Dezember 1722 – 13. Februar 1801), Tochter von François d'Harcourt, 2e duc d'Harcourt, Maréchal de France, und der Marie Madeleine Le Tellier de Barbezieux. Das Paar hatte sechs Kinder.

### Militärische Laufbahn (1729–1761/63)
Guerchy trat 1729 in den Militärdienst ein und machte seine ersten Erfahrungen 1730 bei den Musketieren des Königs unter seinem Vater. Während einer Reihe von Feldzügen zeichnete er sich aus: Er stand in Italien (1733–1734), dann am Rhein (1735), in Bayern (1741), in Flandern (1741–1747), in den Niederlanden (1748) und erneut in Deutschland (1757–1760). 
Während des Österreichischen Erbfolgekrieges diente er bei der Belagerung von Ypern, der von Veurne (1744) und der Belagerung von Tournai (1745). Nach den Schlachten von Fontenoy (wo er an der Spitze seines Regiments dreimal die englische Kolonne angriff) und Minden widmete ihm Voltaire einen Vers aus seinem Fontenoy-Gedicht, der seine Hochachtung ausdrückte: „Guerchy n'est point frappé, la vertu peut te plaire“.
Im Juni 1745 wurde er zum Maréchal de Camp befördert. Im selben Jahr diente er bei der Belagerung von Oudenaarde, 1746 bei der Einnahme von Brüssel, bei den Belagerungen von Charleroi, Mons und Namur. Im selben Jahr diente er in der Schlacht von Raucoux, 1747 in der Schlacht bei Lauffeldt, in der er verletzt wurde.
1748 wurde er Gouverneur von Huningue im Elsass und nahm an der Belagerung von Maestricht teil. Er überbrachte dem König die Nachricht von dessen Eroberung. Noch im selben Jahr wurde er zum Lieutenant général der Armeen des Königs ernannt.
In den Jahren 1751 bis 1761, im Kern während des Siebenjährigen Krieges, diente er in Deutschland. Er nahm an den Schlachten von Hastenbeck (1757), bei Krefeld (1758) und von Minden (1759) teil.

### Botschafter in London (1763–1767)
Guerchy löste in London den Botschafter Louis-Jules Mancini-Mazarini ab. Auf der Tagesordnung standen in Folge des jahrelangen Krieges zahllose ungeregelte Fragen, wie die der Kriegsgefangenen, der Befestigungen von Dünkirchen und die Auseinandersetzungen, die der Fischfang vor Neufundland und den Falklandinseln ausgelöst hatte.
Leboucher und Bontemps, seine beiden Sekretäre, unterstützten den Botschafter und leisteten den Großteil der Arbeit, wenn der Marquis de Blosset ihn während seiner jährlichen Aufenthalte in Frankreich vertrat. Charles de Beaumont, Chevalier d'Éon, sollte ihn durch die Komplexitäten seiner äußerst delikaten Amtsführung geleiten, wobei der König ihn mit geheimen Anweisungen ausstattete. Da Guerchy davon nur mittelbar erfuhr, kam es mit dem Chevalier d'Éon zu Kompetenzproblemen. Dabei kam es zu heftigen, teils schriftlichen Auseinandersetzungen, für die sich der Botschafter zweier Literaten bediente, nämlich Ange Goudar und Treyssac de Vergy.

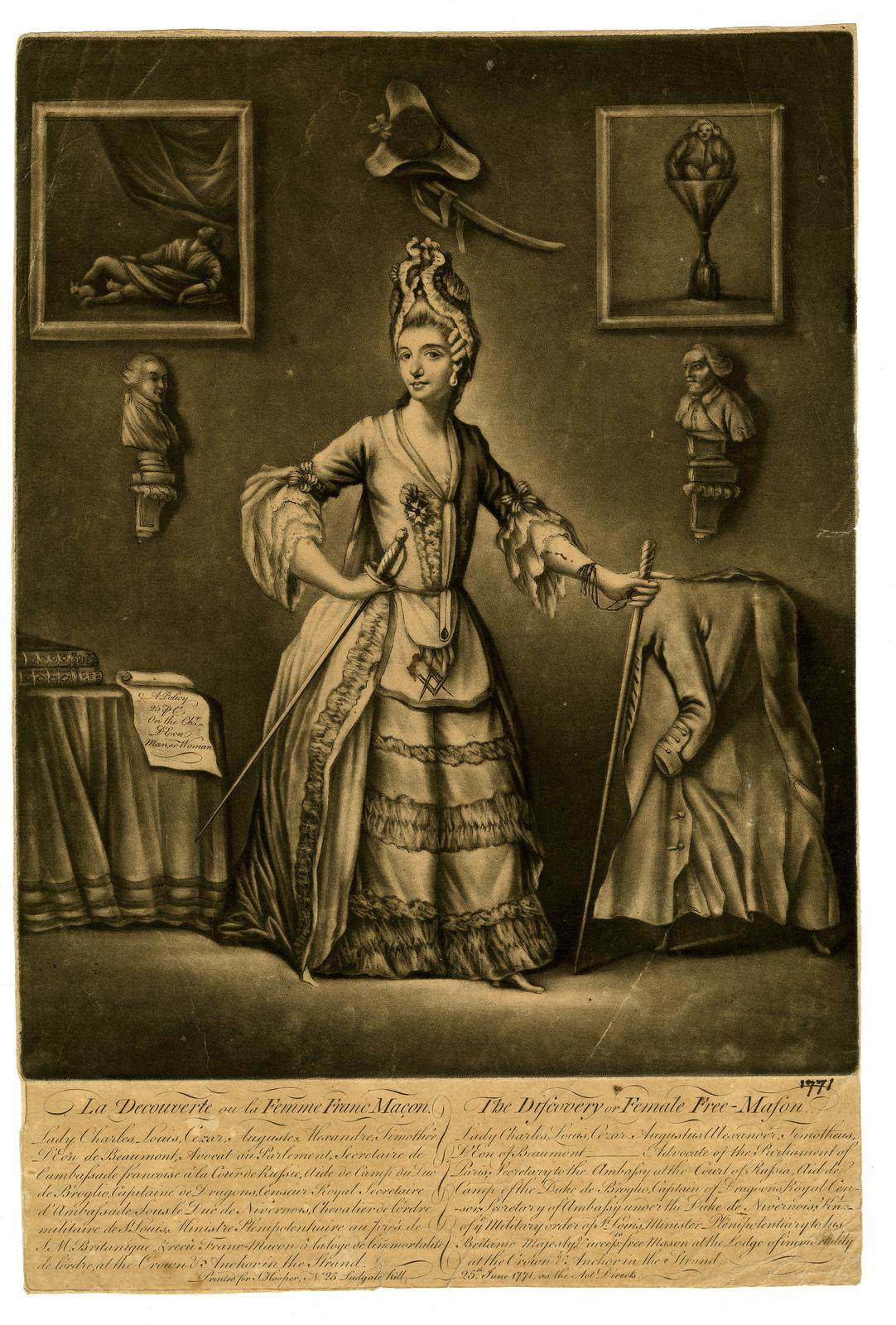
Darstellung des Chevalier d'Eon als ‚schöne Frau‘

Zwar siegte Guerchy in einem Gerichtsverfahren, doch geriet er dermaßen in Bedrängnis, dass er am 17. Mai 1764 ein Memorandum an Lord Halifax richtete, in dem er den Schutz der Gesetze und des Völkerrechts einforderte, jedoch ohne Erfolg. Nach juristischen Niederlagen in London sah sich der Botschafter nicht mehr in der Lage, sein Land angemessen zu vertreten.
Seine Abreise aus London glich eher einer Flucht, auf der er sich sicherheitshalber als sein eigener Sekretär ausgab. Er war auf seinen Wunsch vom König abberufen worden, zumal er unter gesundheitlichen Problemen zu leiden hatte. Am 20. Juli 1767 verließ er seinen Posten.
Noch in Paris wurde er mittels einer böswilligen Satire unter dem Titel La Guerchiade erpresst, doch starb Guerchy bereits am 17. September in der Hauptstadt. So wurde das Werk nie gedruckt.